# Crato e Mártires
Crato e Mártires ist ein Ort und eine ehemalige Gemeinde (Freguesia) im portugiesischen Kreis (Concelho) von Crato mit 1726 Einwohnern (Stand 30. Juni 2011).
Sie stellt die eigentliche Ortsgemeinde der Kreisstadt Crato dar.
Am 29. September 2013 wurden die Gemeinden Crato e Mártires, Flor da Rosa und Vale do Peso zur neuen Gemeinde União das Freguesias de Crato e Mártires, Flor da Rosa e Vale do Peso zusammengeschlossen. Crato e Mártires ist Sitz dieser neu gebildeten Gemeinde.